# 派恩赫斯特 (麻薩諸塞州)
派恩赫斯特（英語：Pinehurst）是位於美國麻薩諸塞州米德爾塞克斯縣的一個普查規定居民點。

## 人口
根據2020年美國人口普查的數據，派恩赫斯特的面積為9.76平方千米，當中陸地面積為9.66平方千米，而水域面積為0.10平方千米。當地共有人口7368人，而人口密度為每平方千米754.92人。